# Ibn al-Nadim
Abū al-Faraj Muḥammad ibn Isḥāq ibn Abī Yaʿqūb Isḥāq al-Warrāq, più noto come Ibn al-Nadīm (in arabo ﺍﺑﻦ ﺍﻟﻨﺪﻴﻢ‎?); ... – 17 settembre 995) è stato un bibliografo e storico arabo.
Ibn al-Nadīm è stato un erudito arabo musulmano e un bibliografo sciita, autore del Kitāb al-Fihrist (Catalogo dei libri libro del catalogo), un indice completo, secondo il suo autore, di tutti i libri in arabo dell'epoca.
Assai poco si sa della sua vita, compresa l'origine del nome al-nadīm, che significa "compagno" (spesso di mensa) di un importante personaggio, come un califfo.
Visse principalmente a Baghdad (attuale Iraq), ma si recò talora anche a Mosul. Libraio (warrāq) e calligrafo di professione, ricopiava manoscritti su ordinazione: incarico che aveva ereditato dal padre. Suoi maestri furono Abū Saʿīd al-Ḥasan b. ʿAbd Allāh b. al-Marzubān al-Sīrāfī (morto nel 978-9), ʿAlī b. Hārūn b. al-Munajjim (morto nel 963) e il filosofo Abū Sulaymān al-Manṭiqī. Fece parte della cerchia del figlio di ʿAlī b. ʿĪsā, l'apprezzato vizir dei Banū al-Jarrāḥ, che egli loda per il suo profonda sapere nel campo della logica e delle scienze greche, persiane pahlavi e indiane. Ibn al-Nadīm conobbe anche il filosofo cristiano siriaco Abū l-Khayr al-Ḥasan b. Suwar b. al-Khammār (morto nel 1020).
Nessuno dei suoi maestri fu sunnita "ortodosso" e tutti insieme condividevano una profonda ammirazione per la filosofia, in particolar modo di Aristotele, come pure per le scienze greche e indiane che essi consideravano approfondite: elementi tutti che forse fecero loro più facilmente esprimere un significativo sentimento di tolleranza. 
La sua opera principale, pubblicata nel 987 è il Kitāb al-Fihrist, che, dopo una breve Introduzione, ha il fine di indicizzare tutti i libri scritti in lingua araba, da arabi e non-arabi.
In pratica è un compendio della conoscenza e della letteratura dell'Islam medievale nel x secolo, basato in gran parte sulle antiche culture ellenica e romana. È un vero e proprio registro che fornisce l'evidenza della mole di materiale classico trasmesso attraverso la cultura musulmana al mondo occidentale: un legame unico tra le civiltà.